# Zoé Brunet
Zoé Brunet, née le 24 mars 2000 à Namur, est une reine de beauté et animatrice belge. Elle a été élue première dauphine en janvier 2018 lors du concours Miss Belgique 2018. Elle a également obtenu le titre de Miss Model.

## Biographie
Ses parents sont originaires de l'île Maurice. 

### Parcours de Miss
Dès 2014, elle participe à Top Model Belgique. Elle est élue Miss Namur à 17 ans, ce qui lui permet de participer à Miss Belgique.
En juin 2018, elle est élue lors de l'élection de Miss Coupe du Monde à l’Europa Park en Allemagne, en prélude à la Coupe du monde de football 2018.
Elle a représenté la Belgique lors de l'élection de Miss Universe 2018 à Bangkok, parce que la Miss Belgique Angeline Flor Pua participait à Miss World en Chine. Elle y fit partie des 20 dernières finalistes.

### Carrière
Depuis 2022, elle est animatrice pour le média belge "SPIT", made in RTBF. Elle co-anime l'émission aux côtés de Clara Laureys et Timonthegram. En 2024, elle fait partie de l'équipe de l'émission Le Grand Cactus (séquence En déroute avec la police) sur la chaine de télévision belge Tipik, et participe à la saison 12 de Secret Story sur TF1.

## Vie privée
Zoé Brunet est en couple avec le footballeur Alexis André Jr. (en) depuis juillet 2024

## Palmarès
- Miss Coupe du Monde 2018
- Miss Namur
- 1ere dauphine Miss Belgique 2018
- Top 20 à Miss Univers 2018
- Miss model à l'élection de Miss Univers 2018

## Télévision
- Depuis 2022 : SPIT - Animatrice
- 2024 : Le Grand Cactus sur Tipik : séquence En déroute avec la police
- 2024 : Secret Story 12 sur TF1 - Candidate
- 2024 : Reality Club sur OHO - Animatrice